# Grand Prix automobile de Belgique 1984
Résultats du Grand Prix de Belgique de Formule 1 1984 qui a eu lieu sur le circuit de Zolder le 29 avril.

## Classement
| Pos. | No | Pilote             | Écurie            | Tours | Temps/Abandon                      | Grille | Points |
| ---- | -- | ------------------ | ----------------- | ----- | ---------------------------------- | ------ | ------ |
| 1    | 27 | Michele Alboreto   | Ferrari           | 70    | 1 h 36 min 32 s 048 (185,431 km/h) | 1      | 9      |
| 2    | 16 | Derek Warwick      | Renault           | 70    | + 42 s 386                         | 4      | 6      |
| 3    | 28 | René Arnoux        | Ferrari           | 70    | + 1 min 09 s 803                   | 2      | 4      |
| 4    | 6  | Keke Rosberg       | Williams-Honda    | 69    | Panne d'essence                    | 3      | 3      |
| 5    | 11 | Elio De Angelis    | Lotus-Renault     | 69    | + 1 tour                           | 5      | 2      |
| Dsq. | 4  | Stefan Bellof      | Tyrrell-Ford      | 69    | Disqualifié                        | 21     |        |
| 6    | 19 | Ayrton Senna       | Toleman-Hart      | 68    | + 2 tours                          | 19     | 1      |
| 7    | 15 | Patrick Tambay     | Renault           | 68    | + 2 tours                          | 12     |        |
| 8    | 17 | Marc Surer         | Arrows-Ford       | 68    | + 2 tours                          | 24     |        |
| 9    | 1  | Nelson Piquet      | Brabham-BMW       | 66    | Moteur                             | 9      |        |
| 10   | 10 | Jonathan Palmer    | RAM-Hart          | 64    | + 6 tours                          | 26     |        |
| Abd. | 21 | Mauro Baldi        | Spirit-Hart       | 53    | Suspension                         | 25     |        |
| Dsq. | 3  | Martin Brundle     | Tyrrell-Ford      | 51    | Disqualifié                        | 22     |        |
| Abd. | 26 | Andrea De Cesaris  | Ligier-Renault    | 42    | Sortie de piste                    | 13     |        |
| Abd. | 2  | Teo Fabi           | Brabham-BMW       | 42    | Sortie de piste                    | 18     |        |
| Abd. | 14 | Manfred Winkelhock | ATS-BMW           | 39    | Panne électrique                   | 6      |        |
| Abd. | 8  | Niki Lauda         | McLaren-TAG       | 35    | Pompe à eau                        | 14     |        |
| Abd. | 23 | Eddie Cheever      | Alfa Romeo        | 28    | Moteur                             | 11     |        |
| Abd. | 5  | Jacques Laffite    | Williams-Honda    | 15    | Panne électrique                   | 15     |        |
| Abd. | 25 | François Hesnault  | Ligier-Renault    | 15    | Radiateur                          | 23     |        |
| Abd. | 18 | Thierry Boutsen    | Arrows-BMW        | 15    | Moteur                             | 17     |        |
| Abd. | 24 | Piercarlo Ghinzani | Osella-Alfa Romeo | 14    | Transmission                       | 20     |        |
| Abd. | 12 | Nigel Mansell      | Lotus-Renault     | 14    | Embrayage                          | 10     |        |
| Abd. | 7  | Alain Prost        | McLaren-TAG       | 5     | Distributeur                       | 8      |        |
| Abd. | 22 | Riccardo Patrese   | Alfa Romeo        | 2     | Allumage                           | 7      |        |
| Abd. | 20 | Johnny Cecotto     | Toleman-Hart      | 1     | Embrayage                          | 16     |        |
| Nq.  | 9  | Philippe Alliot    | RAM-Hart          |       | Non qualifié                       |        |        |

## Pole position et record du tour
- Pole position : Michele Alboreto en 1 min 14 s 846 (vitesse moyenne : 204,997 km/h).
- Meilleur tour en course : René Arnoux en 1 min 19 s 294 au 64e tour (vitesse moyenne : 193,498 km/h).

## Tours en tête
- Michele Alboreto : 70 (1-70)

## À noter
- 3e victoire pour Michele Alboreto.
- 89e victoire pour Ferrari en tant que constructeur.
- 89e victoire pour Ferrari en tant que motoriste.